# Großer Leinebusch
Großer Leinebusch este o arie protejată (arie specială de conservare — SAC, sit de importanță comunitară — SCI) din Germania întinsă pe o suprafață de 180 ha, integral pe uscat.

## Localizare
Centrul sitului Großer Leinebusch este situat la coordonatele 51°28′26″N 9°49′33″E / 51.4739°N 9.8258°E.

## Înființare
Situl Großer Leinebusch a fost declarat sit de importanță comunitară în octombrie 1998 pentru a proteja 1 specie de plante. Situl a fost protejat și ca arie specială de conservare în noiembrie 2004.

## Biodiversitate
Situată în ecoregiunea continentală, aria protejată conține 3 habitate naturale: Păduri de fag Asperulo-Fagetum, Păduri de stejar sau de stejar și carpen sub-atlantice și medio-europene de Carpinion betuli, Păduri de stejar și carpen Galio-Carpinetum.
La baza desemnării sitului se află o specie protejată de  plante: mușchi (Dicranum viride).